# Lisa O'Neill
Lisa O'Neill (8 augustus 1968) is een tennisspeelster uit Australië.
In 1987 speelde O'Neill haar eerste grandslampartij op de Australian Open in het enkelspel, en op Roland Garros en Wimbledon in het dubbelspel.